# Art money

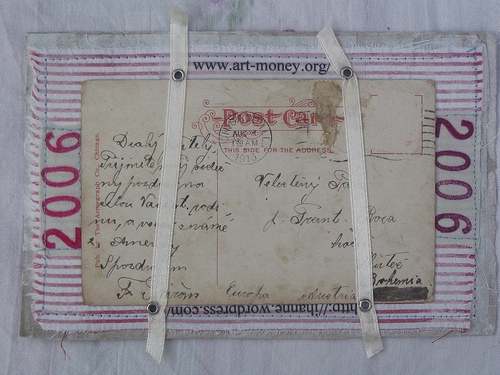

Art money is een non-profit promotiemiddel voor een kunstenaar.
Art money bestaat uit stukken met een afmetingen 12 x 18 cm die zijn gemaakt van een stevig materiaal. De makers van art money zijn aangesloten bij de Bank of International Art Money (BIAM). Het geld kan gebruikt worden als betaalmiddel bij bedrijven die bij BIAM zijn aangesloten.
De Deense website van BIAM is van Lars Kraemmer; hier doen al enkele honderden kunstenaars aan mee. De huidige vorm van art money in Denemarken is in 2004 opgezet en het Nederlandse project is in juli 2005 gestart.
De bedoeling van BIAM is het art money over de gehele wereld te verspreiden om zodoende de kunstenaars de mogelijkheid te geven (in eerste instantie deels) van hun kunst te leven.
De kunstenaar kan voor een deel van art money leven wanneer hij in zijn directe omgeving boodschappen kan doen met art money-biljetten (AM), of wanneer hij een kwart van de prijs van een nieuwe wasmachine kan betalen met AM.